# Verwaltungsgemeinschaft Pulsnitz
Die Verwaltungsgemeinschaft Pulsnitz ist eine Verwaltungsgemeinschaft im Freistaat Sachsen im Landkreis Bautzen. Sie liegt im Südwesten des Landkreises, zirka 10 km südlich der Stadt Kamenz und 25 km nordöstlich der Landeshauptstadt Dresden. Das Gemeinschaftsgebiet befindet sich am westlichen Rand der sächsischen Westlausitz, inmitten einer meist bewaldeten Hügellandschaft. Die Stadt Pulsnitz wird von der Pulsnitz durchflossen. Südlich des Gemeinschaftsgebietes verläuft die Bundesautobahn 4, welche über die Anschlüsse Ohorn und Pulsnitz erreichbar ist.

## Die Gemeinden mit ihren Ortsteilen
- Pulsnitz mit den Ortsteilen Pulsnitz (Stadt), Friedersdorf, Friedersdorf Siedlung, Oberlichtenau und Niederlichtenau
- Großnaundorf mit den Ortsteilen Mittelbach und Großnaundorf
- Lichtenberg mit den Ortsteilen Kleindittmannsdorf und Lichtenberg
- Ohorn mit den Ortsteilen Gickelsberg und Ohorn
- Steina mit den Ortsteilen Weißbach, Niedersteina und Obersteina